# Sosa (riu)
La Sosa és un riu aragonès que neix a la Llitera, format per la unió de la Sosa de Peralta i la Sosa de Sanui concretament a la serra de la Corrodella i travessa les localitats de Peralta i Calassanç, on hi ha un afluent, Sanui i Alins, l'Almúnia de Sant Joan, Sant Esteve i Montsó, lloc on es converteix en un afluent del Cinca.
A l'antiguitat les aigües d'aquest riu movien les aspes dels molins, però en l'actualitat té massa poc cabal. Per sobre d'aquest riu hi passa el Canal d'Aragó i Catalunya per mitjà d'un impressionant sifó. Dins de la població de Montsó hi ha quatre ponts sobre aquest riu, el pont del ferrocarril, el pont nou, el pont modern i el pont vell. Aquest darrer és el més important, ja que data de l'edat mitjana i al seu costat hi havia un hospital per a pelegrins i malalts, juntament amb un convent de clarisses. Amb la Guerra de Successió i una vinguda del Sosa el 1724 tot va quedar destruït i el pont es va reconstruir amb rajol i base de pedra i amb tres arcs.
L'aigua és d'alta salinitat.